# Damjan Rudež
Damjan Rudež (né le 18 juin 1986 à Zagreb, alors en république socialiste de Croatie, Yougoslavie) est un joueur croate de basket-ball. Il mesure 2,08 m et joue au poste d'ailier.

## Biographie
Il joue deux saisons pour le Telindus Ostende, en Belgique, puis deux saisons au KK Split, en  première division croate (A1 Liga). Rudež se présente à la draft 2008 de la NBA mais n'est pas choisi. Il joue ensuite avec le club de KK Union Olimpija en Slovénie.
À la suite du forfait de Damir Markota, il est appelé pour jouer pour la Croatie aux Jeux olympiques d'été de 2008. Il fait partie de l'équipe de Croatie qui remporte les Jeux méditerranéens de 2009 à Pescara (Italie).
En 2009, Rudež rejoint le KK Cedevita en A1 Liga.
Le 11 juillet 2015, il est transféré aux Timberwolves du Minnesota contre Chase Budinger.
En octobre 2017, Rudež signe un contrat de trois mois avec le champion d'Espagne en titre, le Valencia Basket Club.

## Records sur une rencontre en NBA
Les records personnels de Damjan Rudež en NBA sont les suivants, :
| Type de statistique        | Saison régulière | Saison régulière      | Saison régulière |
| Type de statistique        | Record           | Adversaire            | Date             |
| -------------------------- | ---------------- | --------------------- | ---------------- |
| Points                     | 18               | @ Magic d'Orlando     | 25 janvier 2015  |
| Paniers marqués            | 7                | @ Magic d'Orlando     | 25 janvier 2015  |
| Paniers tentés             | 10               | @ Magic d'Orlando     | 25 janvier 2015  |
| Paniers à 3 points réussis | 5                | Magic d'Orlando       | 10 mars 2015     |
| Paniers à 3 points tentés  | 7                | 3 fois                | 3 fois           |
| Lancers francs réussis     | 3                | 76ers de Philadelphie | 1er mars 2015    |
| Lancers francs tentés      | 3                | 2 fois                | 2 fois           |
| Rebonds offensifs          | 2                | 3 fois                | 3 fois           |
| Rebonds défensifs          | 3                | 2 fois                | 2 fois           |
| Rebonds totaux             | 3                | 6 fois                | 6 fois           |
| Passes décisives           | 5                | Magic d'Orlando       | 10 mars 2015     |
| Interceptions              | 2                | 5 fois                | 5 fois           |
| Contres                    | 1                | 7 fois                | 7 fois           |
| Balles perdues             | 3                | 3 fois                | 3 fois           |
| Minutes jouées             | 29               | @ Magic d'Orlando     | 25 janvier 2015  |

- Double-double : 0
- Triple-double : 0

## Statistiques NBA

### Saison régulière
Statistiques de Damjan Rudež en match en saison régulière
| Année     | Équipe              | Matches | Titul. | Min./m. | %tir | %3pts | %l-f | rbds/m. | pass/m. | int/m. | ctr/m. | pts/m. |
| --------- | ------------------- | ------- | ------ | ------- | ---- | ----- | ---- | ------- | ------- | ------ | ------ | ------ |
| 2014-2015 | Pacers de l'Indiana | 68      | 2      | 15,4    | 45,2 | 40,6  | 69,6 | 0,69    | 0,78    | 0,24   | 0,07   | 4,75   |
| Carrière  | Carrière            | 68      | 2      | 15,4    | 45,2 | 40,6  | 69,6 | 0,69    | 0,78    | 0,24   | 0,07   | 4,75   |

Dernière mise à jour effectuée le 15 avril 2015.